# Ziano Piacentino
Ziano Piacentino ist eine italienische Gemeinde (comune) mit 2480 Einwohnern (Stand 31. Dezember 2023) in der Provinz Piacenza in der Emilia-Romagna. Die Gemeinde liegt etwa 33 Kilometer südsüdwestlich von Piacenza im Val Tidone zwischen den Flüsschen Gualdora und Bardonezza und grenzt unmittelbar an die Provinz Pavia (Lombardei).

## Geschichte

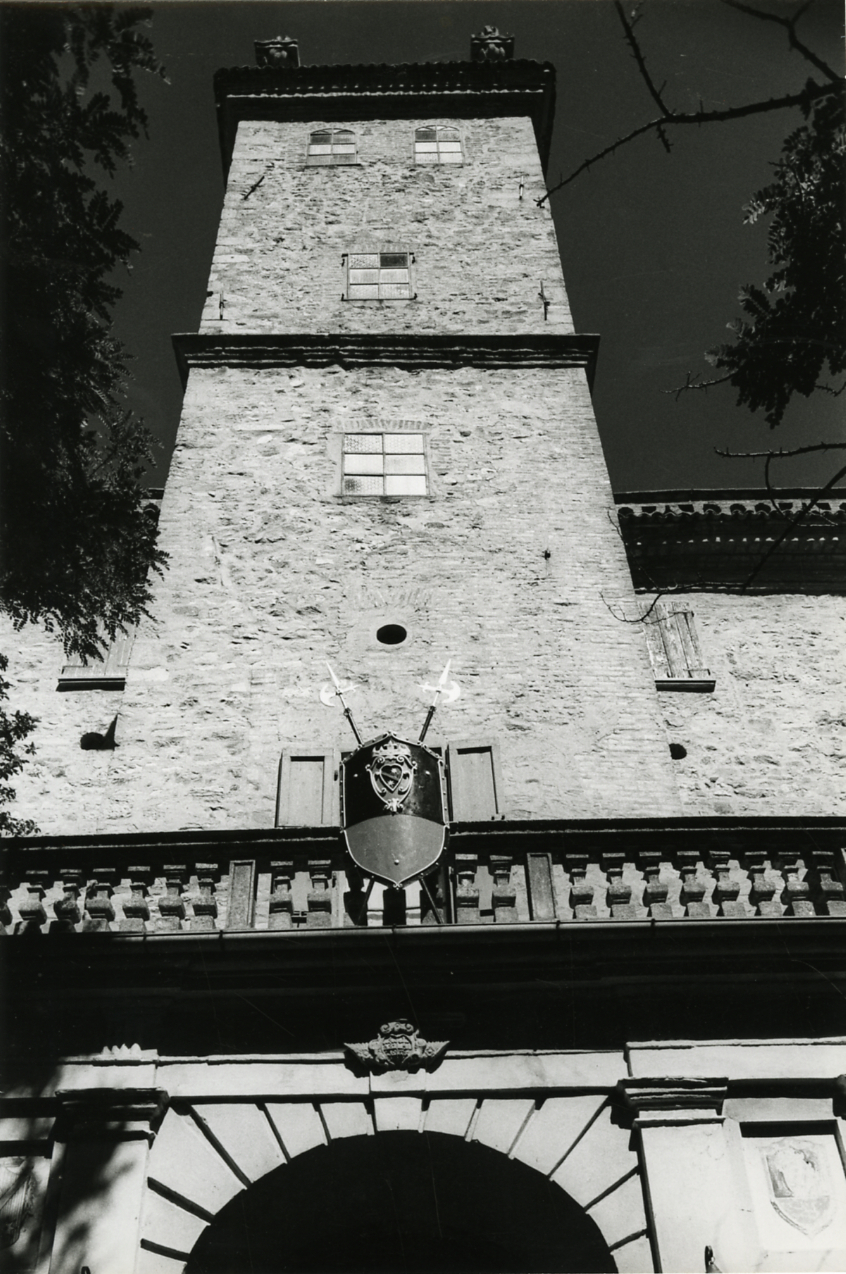
Paolo Monti, 1981

Der Ortsteil Vicobarone ist vermutlich im 9. Jahrhundert entstanden. Ziano Piacentino beruft sich auf die Grundlegung des Castrum de Zillianum im Jahre 1029. An der Grenze zu Pavia gelegen, war die Burg häufiger Gegenstand von kriegerischen Auseinandersetzungen.

## Wirtschaft
Die Gegend um Ziano Piacentino ist ein bedeutendes Weinbaugebiet, das insbesondere folgende Trauben hervorbringt: Malvasia, Bonarda, Ortrugo, Barbera und Gutturnio.

## Gemeindepartnerschaften
- Pont-de-l’Isère, Département Drôme